# Andorra Challenger 1998
L'Andorra Challenger 1998 è stato un torneo di tennis facente parte della categoria ATP Challenger Series nell'ambito dell'ATP Challenger Series 1998. Il torneo si è giocato a Andorra in Andorra dal 16 al 22 novembre 1998 su campi in cemento indoor.

## Vincitori

### Singolare
Justin Gimelstob ha battuto in finale  George Bastl 6-3, 2-6, 7-6

### Doppio
Justin Gimelstob /  Jack Waite hanno battuto in finale  Massimo Ardinghi /  Vincenzo Santopadre 2-6, 6-4, 6-3